# Marco Enríquez-Ominami
Marco Antonio Enríquez-Ominami Gumucio (Concepción, 12 giugno 1973) è un politico e regista cileno, conosciuto anche per le sue iniziali ME-O, è fondatore del Gruppo Puebla..
Membro del Partito Socialista (PS) tra il 1990 e il 2009, è stato deputato tra il 2006 e il 2010 per il 10º distretto.1Nel 2009 si è dimesso da quel partito per partecipare come candidato indipendente alle elezioni presidenziali di quell'anno in cui è arrivato terzo. Nel 2010 ha fondato il Partito Progressista, il suo consiglio federale lo ha proclamato all'unanimità nel luglio 2013 candidato alle elezioni presidenziali di fine anno, dove ha nuovamente ottenuto la terza posizione.
Nel mondo audiovisivo, è meglio conosciuto per aver diretto la serie televisiva Life is a Lottery, trasmessa in cinque stagioni tra il 2002 e il 2005 da TVN e tra il 2006 e il 2007 da Mega. Dalla metà del 2013 e per alcuni anni ha condotto il programma Cambio de Switch su Radio Universidad de Chile. Ha anche realizzato diversi film e documentari, quest'ultimo per lo più di natura politica.
È professore onorario presso l'Università di Aquino, Bolivia, e visiting professor presso l'Università Nazionale di Rosario, Argentina.

## Biografia
Figlio dello storico leader del Movimento di Sinistra Rivoluzionaria Miguel Enríquez e della giornalista Manuela Gumucio. Il padre naturale è stato ucciso durante la dittatura militare del generale fascista Augusto Pinochet. Per questo motivo fu adottato dall'attuale senatore del Partito Socialista del Cile (PSCH) Carlos Ominami. Specializzato in filosofia ha condotto i suoi presso l'Università del Cile. Appassionato di politica comincia a militare nel Partito Socialista Cileno membro della coalizione di centrosinistra Concertación de Partidos por la Democracia.
A gennaio del 2009 a seguito della proclamazione del senatore democristiano, nonché ex Presidente, Eduardo Frei Ruiz-Tagle come candidato alle elezioni primarie del centrosinistra per le elezioni presidenziali del 2009 è stato sostenuto da alcuni dissidenti del PSCH ma anche del PDC a presentarsi come candidato indipendente alle elezioni fronteggiando oltre il candidato della destra Sebastián Piñera anche il candidato ufficiale della coalizione di centrosinistra. Enríquez-Ominami si batte per un rinnovamento della sua coalizione di appartenenza chiedendo più spazio alle nuove generazioni.
Alle elezioni presidenziali del 2009, supportato dalla coalizione Nueva Mayoría para Chile, ottiene il 20.14% dei voti pari a 1.405.124 preferenze, insufficienti per farlo approdare al secondo turno. Quattro anni dopo ripresenta la sua candidatura a presidente della repubblica sudamericana, stavolta mettendosi alla testa del Partito Progressista: in occasione delle elezioni presidenziali del 2013 si ferma al 10.98% dei suffragi, andando molto lontano dal ballottaggio.

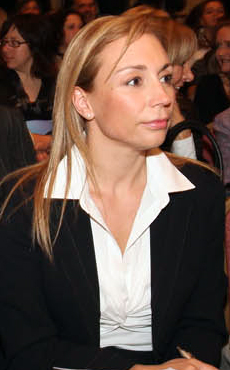
Karen Doggenweiler, moglia di Enríquez-Ominami

## Vita privata
Enriquez-Ominami ha sposato la conduttrice televisiva Karen Doggenweiler il 7 dicembre 2003. Il 7 settembre 2004 è nata la loro figlia, Manuela, che insieme a Fernanda, frutto di un precedente matrimonio di Karen, costituiscono la famiglia del politico. Per le campagne presidenziali di suo marito, Karen si è dedicata alla campagna a tempo pieno, chiedendo a Televisión Nacional de Chile – la sua casa televisiva – un congedo non retribuito.